# Lurrie Bell
Lurrie C. Bell nascido em 13 de dezembro de 1958 em Chicago, Illinois, é um guitarrista e cantor de blues estadounidense, filho de Carey Bell, um dos mais famosos gaitistas de blues.

## Carreira
Lurrie Bell começou a tocar guitarra aos seis anos de idade, na adolescência aprimorou sua técnica tocando com lendas da cena do blues de Chicago incluindo Eddy Clearwater, Big Walter Horton e Eddie Taylor.

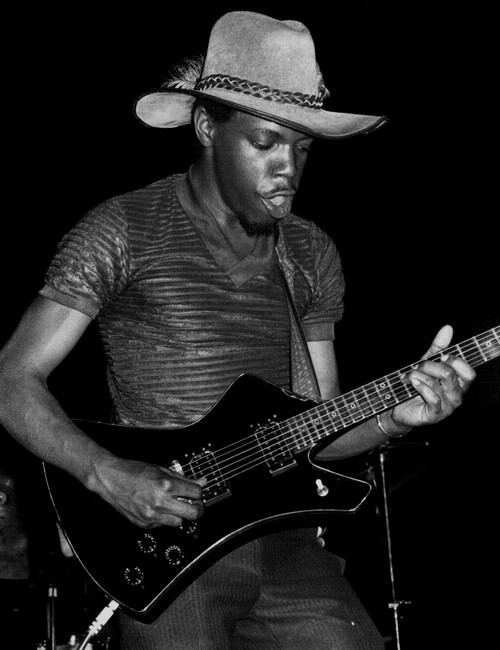
Ao vivo em Paris, maio de 1980

Nos anos 70 se juntou a banda Koko Taylor Blues Machine participando de turnês durante quatro anos. Fez sua primeira gravação de estúdio em 1977 participando do disco Heartaches and Pain de seu pai e também no disco King of the Jungle de Eddie C. Campbell Nessa mesma época formou junto com Billy Branch a banda The Sons of Blues. Em 1989 lançou seu primeiro disco solo, Everybody Wants To Win pela JSP Records.
Apesar da aparência de sua carreira seguir um curso de sucesso, atraindo a atenção de fãs por ser como um jovem prodígio do blues, Bell sofreu durante vários anos por problemas emocionais e abuso de drogas, o que impediu a regularidade de suas apresentações.
Em 1995 planejou um retorno com o album Mercurial Son que foi bem recebido tanto pela crítica como pelo público, esse foi o primeiro de vários lançamentos pela Delmark Records. Lançou uma série de discos em sequência e começou a se apresentar com mais frequência em clubes de Chicago e festivais de Blues.
Lurrie Bell participou da gravação de "Gettin' Up – Live at Buddy Guy's Legends, Rosa's and Lurrie's Home" que foi lançado como CD e DVD em 2007 onde aparece tocando com seu pai Carey Bell. Logo depois do lançamento Carey morreu e essa acabou sendo sua última gravação.
Em 2014 Lurrie ganhou o prêmio Blues Music Award pela música Blues in my Soul na categoria 'Música do ano'. Foi nomeado para prêmios similares em outras quatro categorias. 

## Discografia

### Solo
- 1989 Everybody Wants To Win (JSP)
- 1995 Mercurial Son (Delmark)
- 1997 700 Blues (Delmark)
- 1997 Young Man's Blues (JSP)
- 1998 Kiss Of Sweet Blues (Delmark)
- 1998 The Blues Caravan Live At Pit Inn 1982 (P-Vine)
- 1999 Blues Had A Baby (Delmark)
- 2001 Cutting Heads (Vypyr)
- 2007 Let's Talk About Love (Aria B.G.)
- 2012 The Devil Ain’t Got No Music (Aria B.G.)
- 2013 Blues in my Soul (Delmark)

### Com Carey Bell
- 1977 Heartaches and Pain (Delmark)
- 1982 Going on Main Street (L+R Records)
- 1984 Son of a Gun (Rooster Blues)
- 1986 Straight Shoot (Blues South West)
- 1990 Dynasty (JSP)
- 1994 Harpmaster (JSP)
- 1995 Deep Down (Alligator)
- 1997 Father&Son The Blues Collection  (BLU GNC 072)
- 2004 Second Nature (Alligator) (gravado em 1991)
- 2007 Gettin' Up, Live at Buddy Guy's Legends, Rosa's and Lurrie's Home (Delmark)

### Colaborações com outros artistas
- 1981 American Folk Blues Festival '81 (L+R)
- 1982 The Sons of Blues Live '82 (L+R)
- 1982 Chicago's Young Blues Generation (L+R) com Billy Branch
- 1991 Rocket Pocket (Bluelight) com Doobie Twisters
- 1998 Chicago's Hottest Guitars: Chicago Blues Session, Vol. 25 (Wolf) com Phil Guy
- 2009 Live at Chan's: Combo Platter No. 2 (com Nick Moss & The Flip Tops)